# Paolo Mario Virgilio Atzei
Paolo Mario Virgilio Atzei OFMConv (n. Mantua, Lombardía, Italia, 21 de febrero de 1942) es un arzobispo católico italiano.

## Biografía
Nacido en la ciudad italiana de Mantua, el día 21 de febrero de 1942.
Cuando él era joven descubrió su vocación religiosa y eso le llevó a tomar la decisión de ingresar en los Franciscanos conventuales (OFMConv). Entró en el seminario de la orden y allí el 17 de septiembre de 1959 hizo su profesión perpetua y el 27 de octubre de 1963 la profesión solemne.
Tiempo más tarde, el día 18 de diciembre de 1966 fue ordenado sacerdote para los franciscanos.
Tras varios años ejerciendo su ministerio pastoral, el 8 de febrero de 1993 ascendió al episcopado, tras ser nombrado por el Papa Juan Pablo II como Obispo de la Diócesis de Tempio Pausania-Valledoria.
Al ser nombrado eligió su escudo y escogió la frase: "In perfecta laetitia servire" (en latín).
Recibió la consagración episcopal el 28 de marzo del mismo año, a manos del entonces arzobispo de Oristán Pier Giuliano Tiddia y de sus co-consagrantes: el entonces Arzobispo de Gorizia Mons. Antonio Vitale Bommarco y el entonces Obispo de Ales-Terralba Mons. Antonino Orrù.
Desde el 14 de septiembre de 2004 hasta el 27 de junio de 2004, fue el arzobispo de la Arquidiócesis de Sassari.
El día martes 28 de junio de 2005 el Papa Benedicto XVI le hizo entrega del palio, junto a 32 obispos y arzobispos más, durante una eucaristía celebrada en la Basílica de San Pedro de la Ciudad del Vaticano. 
Al mismo tiempo, también ejerce de Vicepresidente de la Conferencia Episcopal de la Región Eclesiástica de Cerdeña.